# エルンスト・ヴェーバー

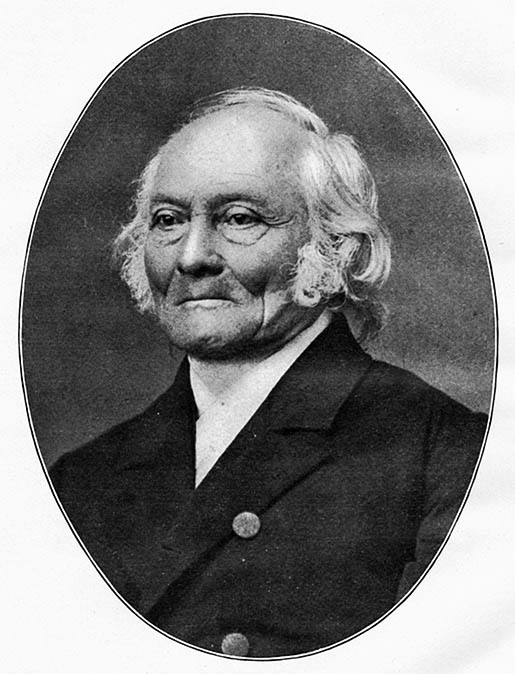
エルンスト・ヴェーバー

エルンスト・ハインリヒ・ヴェーバー（Ernst Heinrich Weber、1795年6月24日 - 1878年1月26日）は、ドイツの生理学者、解剖学者。重量や温度などの感覚を実験的に研究し、刺激強度と感覚の増分の関係を発見した。これは後に弟子のグスタフ・フェヒナーによって定式化され、ウェーバーの法則と名付けられた。
物理学者のヴィルヘルム・ヴェーバー、生理学者のエドゥアルト・ヴェーバーらは弟。

## 生涯
ヴィッテンベルクに生まれ、ヴィッテンベルク大学で医学を学んだ。1815年にナポレオン戦争でライプツィヒに避難したが、そこで研究を続け、1817年にライプツィヒ大学で大学教授資格を得た。1818年からライプツィヒ大学比較解剖学員外教授、1821年からは解剖学正教授（1871年まで）となり、1840年からは生理学教授（1866年まで）も兼任した。
ヴェーバーは初め解剖学を研究し、コイ類が聴覚に優れているのはうきぶくろと内耳の間に音を伝える骨片があるからだということを発見した。この器官はウェーバー器官（独: Weberscher Apparat, 英: Weberian apparatus）と呼ばれている。
のち、ヴェーバーは生理学に研究を移した。脈拍の伝わる速度について弟ヴィルヘルム・ヴェーバーと共同研究を行ない、1825年の"Wellenlehre auf Experimente gegründet"として出版した。同年、聴力障害の検査であるウェーバー検査を記述した。特定の条件下で頭内定位を確認したのはヴェーバーが初めてであった。
最も有名なのは1834年に行なった錘を持ち上げる実験である。彼は、錘の重さの変化を感じ取る感覚は、何g増えたかといった差ではなく、何倍になったかという比に依存していることを示した。この結果は1846年の"Zusätze zur Lehre vom Bau und von der Verrichtung der Geschlechtsorgane"や1851年の"Die Lehre vom Tastsinn und Gemeingefühl"（『触覚と一般感覚』）の中で発表され、後に弟子のフェヒナーによってウェーバーの法則として定式化された。この業績により、ヴェーバーは実験心理学や精神物理学の先駆者といわれている。
1859年、ヴェーバーはプール・ル・メリット科学芸術勲章を受章した。1871年からはライプツィヒの名誉市民となった。